# Willem Bontius
Willem Bontius, (sinonímia: Willem de Bondt, Gulielmus Bontius) (1588-1646)
Filho do médico alemão Gerardus Bontius, nasceu em 1588 e morreu em 16 de outubro de 1646.  Matriculou-se na escola preparatória de Leiden em 10 de Fevereiro de 1599 aos 11 anos de idade.  
Formou-se em 19 de Março de 1610 como doctor utriusque juris e já começou a dar aulas particulares.  Em 13 de Maio de 1614 recebeu dos Curadores da escola licença experimental para dar aulas públicas.  Em 8 de Fevereiro foi nomeado professor do Instituto recebendo inicialmente um salário de 400 florins por ano, em 1617 seu salário passou para 600 florins.  Mas em 1618 ele renunciou ao posto.  
Em 23 de Outubro de 1618 tornou-se burgomestre de Leiden.  Ele era inimigo dos protestantes holandeses, chamados de Remonstrantes, e como tal, teve papel relevante nas perseguições religiosas que ocorreram na época.  
Entretanto, ele não se imortalizou por causa das perseguições religiosas, mas por um fato extremamente peculiar.  No dia 29 de Janeiro de 1634 ele realizou a procissão de funeral do seu cachorro, imortalizado pela reverência pública e sob o toque de sinos: fato que causou escândalo e escárnio público.  Até o poeta holandês Joost van den Vondel (1587-1679) chegou a fazer denúncias.
Era também irmão do médico holandês Reineryus Bontius e do especialista em medicina tropical Jacobus Bontius